# Iman Shumpert
Iman Asante Shumpert (Oak Park, 26 giugno 1990) è un ex cestista e attore statunitense.

## Caratteristiche tecniche
Di ruolo point guard o guardia, molto atletico, un buon tiratore da tre punti e ottimo difensore perimetrale.

## Carriera

### College (2008-2011)
Nella stagione 2008-09 ha giocato come matricola per Georgia Tech, segnando 10,5 punti per gara, con una percentuale realizzativa del 34,5% al tiro da tre punti.
Durante la stagione 2009-10 subì un intervento chirurgico in artroscopia per riparare il menisco del ginocchio destro (3 dicembre), obbligandolo a saltare sei partite. Alla fine della stagione sarà terzo miglior marcatore della squadra con 10.0 punti a partita.
Nella stagione 2010-11 diventa il leader della sua squadra per quanto riguarda punteggio (17,3 ppg), rimbalzi e assist, diventando il settimo giocatore nella storia dell'ACC (Atlantic Coast Conference) a riuscirci. È stato nominato per la seconda squadra All-ACC e anche membro della squadra All-defensive.
Il 28 marzo 2011 rinuncia al suo ultimo anno universitario, dichiarandosi eleggibile per il draft NBA.

### NBA (2011-2021)

#### New York Knicks (2011-2015)

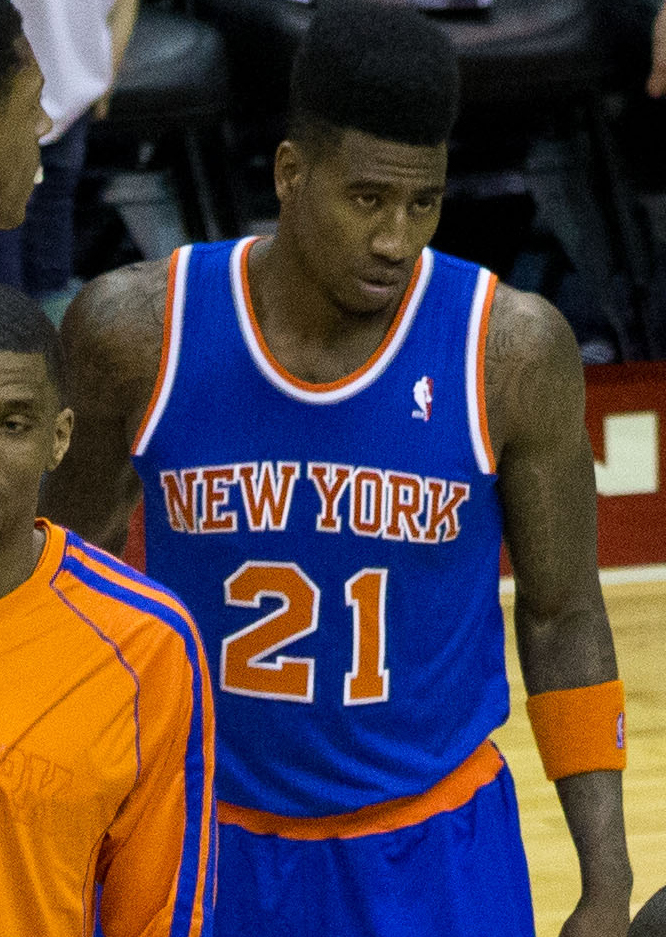
Shumpert con la canotta dei Knicks

Dopo aver trascorso alcune stagioni al college nell'università di Georgia Tech, il 23 giugno 2011 viene scelto dai New York Knicks come 17ª scelta assoluta del Draft NBA 2011.
Nella stagione da rookie mette in mostra le caratteristiche per cui è diventato il leader di Georgia Tech, ossia la velocità, le schiacciate e un ottimo tiro da tre punti. A fine anno viene incluso nell'All-Rookie First Team, con gli stessi voti di Brandon Knight e Kawhi Leonard (ovvero 40).
Nei play-off i New York Knicks si qualificano settimi, scontrandosi con i Miami Heat. Per Shumpert l'esperienza fu breve e dolorosa: in gara-1, a 6 minuti dalla fine del terzo periodo, si rompe i legamenti del ginocchio sinistro. Iman rientrò come previsto a gennaio 2013.

#### Cleveland Cavaliers (2015-2018)
Il 6 gennaio 2015, insieme a J.R. Smith, sbarca ai Cleveland Cavaliers a seguito di una trade a 3 squadre comprendente, oltre ai Cavs, anche i New York Knicks e gli Oklahoma City Thunder.
Trasferitosi a Cleveland, Shumpert e i Cavs arrivano ai play-off piazzandosi in seconda posizione nella classifica della Eastern Conference. Al primo round affrontano i Boston Celtics annientati 4-0 nella serie, e successivamente i Chicago Bulls battuti anch'essi dalla squadra dell'Ohio. Cleveland arriva così alle finali di conference trovando i primi classificati a East della regular season, gli Atlanta Hawks. I Cavaliers disputano una serie perfetta, anche con l'intoppo di qualche grosso infortunio in squadra, battendo Atlanta e raggiungendo le finali, le prime in carriera per Shumpert. In finale NBA rimasero sconfitti 4-2 contro i campioni dell'Ovest i Golden State Warriors.

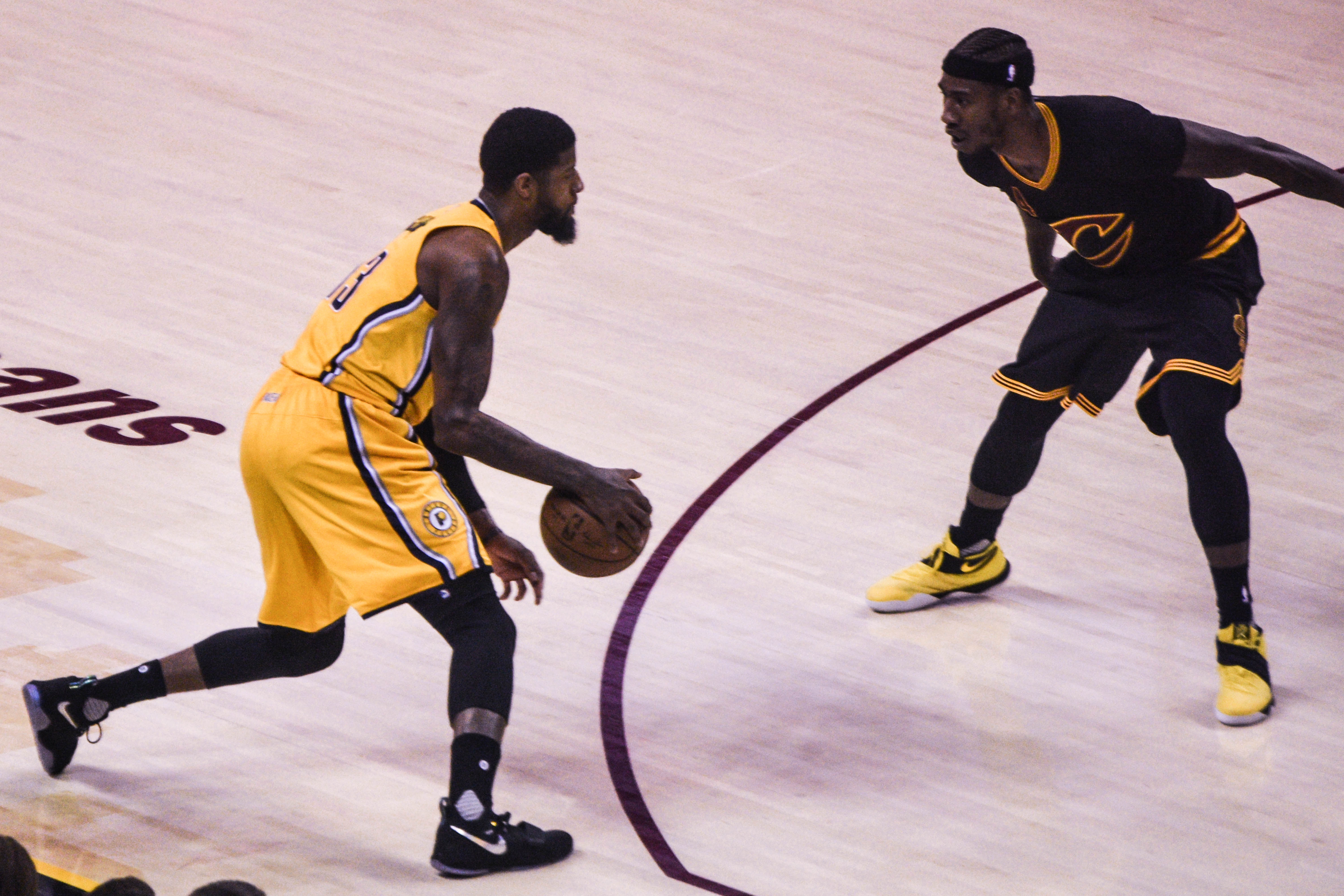
Shumpert (destra) a Cleveland mentre difende su Paul George

I Cavs si riscattarono l'anno successivo vincendo 4-3 la serie rimontando da uno svantaggio di 1-3, e così Shumpert vince il suo primo anello.
Nell'anno e mezzo successivo di permanenza si alterna nel ruolo di guardia con J.R. Smith, riarrivando in finale nel 2017 e perdendo 4-1 contro gli Warriors.

#### Sacramento Kings (2018-2019)
L'8 febbraio 2018, dopo mesi di voci di mercato, viene ceduto (durante la trade dead-line) dai Cavs ai Sacramento Kings in una trade a 3 squadre che ha coinvolto anche gli Utah Jazz. Non è riuscito a giocare nessuna partita con la franchigia californiana a causa di un infortunio che gli ha fatto saltare tutta la restante parte della stagione.
Ha quindi debuttato con i Kings contro gli Utah Jazz il 17 ottobre 2018, nell'opening night della stagione 2018-19; i californiani hanno poi perso la sfida per 123 a 117.

#### Houston Rockets e Brooklyn Nets (2019)
Il 7 febbraio 2019 viene ceduto agli Houston Rockets in una trade a tre squadre che ha coinvolto anche i Cleveland Cavaliers, sua ex squadra.
Dopo essere rimasto free agent, il 13 novembre 2019 firma con i Brooklyn Nets. Tuttavia il 12 dicembre viene tagliato.
Il 31 gennaio 2021 viene riacquistato dai Brooklyn Nets durante la free agency, al minimo salariale data la mancanza di cap space.

## Vita privata
Il padre di Shumpert, Odis, è un broker assicurativo, mentre la madre, L'Tanya, è professoressa di arte e design presso la Columbia College di Chicago, Illinois.
Al di fuori del basket, si è dilettato nella musica rap. Nel 2012, ha pubblicato la canzone "Knicks Anthem" e il mixtape Th3 # Post90s. Il video musicale per il suo singolo "Chiraq"  ha suscitato l'attenzione dei media per le immagini eccentriche contenute in esso.
Nel 2016 ha sposato la cantante e attrice Teyana Taylor. Il 16 dicembre 2015 la coppia ha dato alla luce Iman Shumpert, Jr., a cui si è aggiunto un secondogenito nel 2020.

## Statistiche

### College
| Anno      | Squadra               | PG | PT | MP   | TC%  | 3P%  | TL%  | RP  | AP  | PRP | SP  | PP   |
| --------- | --------------------- | -- | -- | ---- | ---- | ---- | ---- | --- | --- | --- | --- | ---- |
| 2008-2009 | Georgia T. Yel. Jack. | 31 | 31 | 31,6 | 39,1 | 31,4 | 65,6 | 3,9 | 5,0 | 2,1 | 0,2 | 10,6 |
| 2009-2010 | Georgia T. Yel. Jack. | 30 | 29 | 30,1 | 38,5 | 33,3 | 72,0 | 3,6 | 4,0 | 1,9 | 0,2 | 10,0 |
| 2010-2011 | Georgia T. Yel. Jack. | 31 | 31 | 32,0 | 40,6 | 27,8 | 80,6 | 5,9 | 3,5 | 2,7 | 0,2 | 17,3 |
| Carriera  | Carriera              | 92 | 91 | 31,3 | 39,6 | 30,5 | 73,8 | 4,5 | 4,2 | 2,3 | 0,2 | 12,7 |

### NBA

#### Regular Season
| Anno       | Squadra             | PG  | PT  | MP   | TC%  | 3P%  | TL%  | RP  | AP  | PRP | SP  | PP  |
| ---------- | ------------------- | --- | --- | ---- | ---- | ---- | ---- | --- | --- | --- | --- | --- |
| 2011-2012  | N.Y. Knicks         | 59  | 35  | 28,9 | 40,1 | 30,6 | 79,8 | 3,2 | 2,8 | 1,7 | 0,1 | 9,5 |
| 2012-2013  | N.Y. Knicks         | 45  | 45  | 22,1 | 39,6 | 40,2 | 76,6 | 3,0 | 1,7 | 1,0 | 0,2 | 6,8 |
| 2013-2014  | N.Y. Knicks         | 74  | 58  | 26,5 | 37,8 | 33,3 | 74,6 | 4,2 | 1,7 | 1,2 | 0,2 | 6,7 |
| 2014-2015  | N.Y. Knicks         | 24  | 24  | 26,0 | 40,9 | 34,8 | 67,6 | 3,4 | 3,3 | 1,3 | 0,1 | 9,3 |
| 2014-2015  | Cleveland Cavaliers | 38  | 1   | 24,2 | 41,0 | 33,8 | 66,7 | 3,8 | 1,5 | 1,3 | 0,3 | 7,2 |
| 2015-2016† | Cleveland Cavaliers | 54  | 5   | 24,4 | 37,4 | 29,5 | 78,4 | 3,8 | 1,7 | 1,0 | 0,4 | 5,8 |
| 2016-2017  | Cleveland Cavaliers | 76  | 31  | 25,5 | 41,1 | 36,0 | 78,9 | 2,9 | 1,4 | 0,8 | 0,4 | 7,5 |
| 2017-2018  | Cleveland Cavaliers | 14  | 6   | 19,7 | 37,9 | 26,9 | 73,3 | 2,9 | 1,2 | 0,6 | 0,4 | 4,4 |
| 2018-2019  | Sacramento Kings    | 42  | 40  | 26,2 | 38,2 | 36,6 | 82,9 | 3,1 | 2,2 | 1,1 | 0,5 | 8,9 |
| 2018-2019  | Houston Rockets     | 20  | 1   | 19,1 | 34,7 | 29,6 | 50,0 | 2,7 | 1,1 | 0,6 | 0,2 | 4,6 |
| 2019-2020  | Brooklyn Nets       | 13  | 0   | 18,5 | 32,8 | 24,2 | 57,1 | 2,6 | 0,9 | 0,9 | 0,2 | 4,2 |
| 2020-2021  | Brooklyn Nets       | 2   | 0   | 5,5  | 25,0 | 0,0  | -    | 0,5 | 0,0 | 0,5 | 0,0 | 1,0 |
| Carriera   | Carriera            | 461 | 246 | 24,9 | 39,1 | 33,7 | 76,4 | 3,3 | 1,8 | 1,1 | 0,3 | 7,2 |

#### Play-off
| Anno     | Squadra             | PG | PT | MP   | TC%  | 3P%  | TL%  | RP  | AP  | PRP | SP  | PP  |
| -------- | ------------------- | -- | -- | ---- | ---- | ---- | ---- | --- | --- | --- | --- | --- |
| 2012     | N.Y. Knicks         | 1  | 1  | 19,0 | 0,0  | 0,0  | -    | 1,0 | 0,0 | 1,0 | 0,0 | 0,0 |
| 2013     | N.Y. Knicks         | 12 | 12 | 28,1 | 41,0 | 42,9 | 85,7 | 6,0 | 1,3 | 1,1 | 0,3 | 9,3 |
| 2015     | Cleveland Cavaliers | 20 | 16 | 34,8 | 36,0 | 35,5 | 75,0 | 4,9 | 1,2 | 1,3 | 0,8 | 9,1 |
| 2016†    | Cleveland Cavaliers | 21 | 0  | 17,3 | 46,2 | 38,2 | 63,6 | 2,2 | 0,8 | 0,5 | 0,1 | 3,3 |
| 2017     | Cleveland Cavaliers | 17 | 0  | 16,2 | 41,7 | 38,5 | 82,4 | 2,8 | 0,9 | 0,6 | 0,2 | 4,4 |
| 2019     | Houston Rockets     | 8  | 0  | 13,6 | 38,5 | 36,4 | 25,0 | 1,5 | 0,3 | 0,1 | 0,0 | 3,6 |
| Carriera | Carriera            | 79 | 29 | 22,8 | 38,8 | 37,6 | 74,4 | 3,5 | 0,9 | 0,8 | 0,3 | 5,9 |

## Filmografia
- Twenties – serie TV, 5 episodi (2020-2021)
- The Chi – serie TV, 16 episodi (2021-2023)
- Loro (Them) – serie TV, 4 episodi (2024)

## Palmarès
- Campionato NBA: 1

Cleveland Cavaliers: 2016
- McDonald's All-American Game (2008)
- NBA All-Rookie First Team (2012)